# Fridtjof Paumgarten
Fridtjof Paumgarten (* 6. Jänner 1903 in Graz; † 12. März 1986 in Wien) war ein österreichischer Skisportler, der im Skilanglauf, Skispringen und in der Nordischen Kombination startete.

## Familie
Paumgarten entstammt einer sportbegeisterten Familie und kam schon relativ früh zum Skisport. Seine jüngeren Geschwister Harald und Gerda waren ebenfalls erfolgreiche Skisportler.

## Werdegang
Erste Erfolge feierte Paumgarten 1921, als er die deutschen Hochschulmeisterschaften gewann. 1925 wurde er bei den von Deutschland und Österreich gemeinsam veranstalteten Skimeisterschaften in Kitzbühel bester Sportler des Österreichischen Skiverbandes (ÖSV). Daraufhin konnte er an der Weltmeisterschaft in Johannisbad teilnehmen und kam dabei auf den 32. Rang im Springen. 1926 siegte er in einem Langlaufbewerb in Semmering. 1928 gewann er das Dreiländertreffen in Bad Mitterndorf ebenso wie das Springen bei den Niederösterreichischen Meisterschaften in Mariazell. Bei den Olympischen Winterspielen 1928 im Schweizer St. Moritz war er im ÖSV-Aufgebot, erlitt jedoch bei einem Trainingssprung einen Oberschenkelbruch. In den nächsten Jahren erzielte er noch mehrere gute Resultate, zog sich aber langsam von den Wettkämpfen zurück und beendete seine Ausbildung zum Zahnarzt.